# Starhemberg
Starhemberg est le nom d'une haute famille aristocratique originaire de Haute-Autriche (Steyr, Steinbach), qui fait partie des familles apostoliques et est élevée au rang de comte impérial en 1643 et au rang de prince impérial en 1765.

## Histoire
Parmi les familles apostoliques, c'est-à-dire celles qui jouent déjà un rôle en Autriche à l'époque de la maison de Babenberg (976 à 1246), seules trois survivent à ce jour : les maisons du Liechtenstein, d'Abensberg-Traun et de Starhemberg.
Gundaker Ier de Steyr, ministériel des Otakars à leur siège au Styraburg, est considéré comme l'ancêtre de la famille Starhemberg. En 1192, le Styraburg arrive chez les Babenberg à la suite du pacte de Georgenberg. Gundaker est également le bailli de l'abbaye de Garsten. Il épouse Richezza nobilis matrona de Steinpach de la famille des nobles seigneurs de Steinbach, et hérite après 1160 de leur maison ancestrale, le château de Steinbach et du domaine associé avec St. Georgen, Gallspach, Affnang, Neumarkt et Moos près d'Offenhausen. Au cours des conflits militaires entre le duc Henri II d'Autriche et le margrave Ottokar IV de Styrie, le château de Steinbach est assiégé, pris d'assaut et détruit en 1171, mais est ensuite reconstruit et administré par un gardien jusqu'au XVe siècle.
Gundaker II de Steyr et Steinbach, fils de Gundakar Ier, hérite en 1198 du fief du château de Wildberg de son beau-père Gottschalk de Haunsperg-Wildberg. Wildberg appartient à la famille Starhemberg depuis plus de 800 ans et constitue donc le siège familial le plus ancien.
Gundaker IV de Steyr, ministériel du roi Ottokar de Bohême, construisit le château de Starhemberg près de Haag am Hausruck avant 1236, après quoi il prend son nom plus tard. Dans un registre foncier de Passau du XIIIe siècle, il est désigné sous le nom de Storchenberch et est un fief épiscopal. Cependant, les Starhemberg détiennent la haute juridiction en tant que fief des Schaunberg. Lors de la bataille pour la royauté entre Frédéric le Bel et Louis de Bavière, le château est conquis en 1322 par Grams von Uttendorf, l'un des capitaines de campagne de Louis. Dix ans plus tard, il est cédé par les Bavarois aux ducs d'Autriche Albert II et Othon. Cependant, les Starhemberg continuent à siéger dans leur château du même nom jusqu'en 1379, car ils n'avaient pas renoncé à leurs prétentions sur le fief de Passau. Le duc Albert III les dédommage finalement avec 3 000 livres d'argent et reprend le château de Starhemberg. Au XVe siècle, le château de Starhemberg est restitué à plusieurs reprises à la famille en garantie. En 1369, les Starhemberg reçoivent également le château de Lobenstein comme fief.
Vers le milieu du XVIe siècle, le château gothique de Wildberg est complété par un édifice Renaissance avec une arcade. À partir de 1664, le château est construit sur l'emplacement de l'ancienne cour extérieure. Vers 1750, la domination de Wildberg, comprenant Auerberg et Lobenstein, compte 703 sujets. La lignée Wildberg des Starhemberg s'éteint en 1857, Wildberg et Lobenstein tombent alors aux mains de la branche Schaunberg-Eferdinger de la famille, qui les possède encore aujourd'hui. Au début des années 1920, le toit de l'ancien palais s'effondre, provoquant la ruine de l'aile nord du château, tandis que le château du début du baroque existe toujours.
En 1559, le comté de Schaunberg tombe aux mains des Starhemberg. Les ruines du château de Schaunberg, les plus grandes ruines de château de Haute-Autriche, font encore aujourd'hui partie de la propriété familiale Eferding. Le château de Starhemberg à Eferding, également connu sous le nom de château d'Eferding, appartient à la famille Starhemberg depuis environ 450 ans, à l'exception d'une courte interruption (de 1630 à 1660). Le château officiel, construit au XIIe siècle par le diocèse de Passau, est vendu aux comtes de Schaunberg au XIVe siècle. Après la disparition des Schaunberg au XVIe siècle, leurs héritiers, les Starhemberg, font agrandir l'ancien château en palais avant que le complexe ne soit transformé dans le style classique sous le prince Georges-Adam au XVIIIe siècle. Le musée de la famille princière Starhemberg se situe dans le château. Une visite des locaux du musée présente de nombreux souvenirs et découvertes de l'histoire de la famille Starhemberg. La fondation familiale Starhemberg, basée ici, se considère comme le gardien de la substance du patrimoine familial. Six châteaux, 6 000 hectares de forêts en Autriche, des plantations en Andalousie et une ferme d'élevage en Argentine sont exploités par environ 70 collaborateurs.
En 1674, Conrad Balthazar de Starhemberg acquiert le château d'Eschelberg, qui appartient encore aujourd'hui à la famille.
Les anciennes propriétés comprennent le château d'Albrechtsberg an der Großen Krems (1263-1377), le palais Starhemberg sur la Dorotheergasse, à Vienne (XVIIIe siècle), le palais Starhemberg sur la Minoritenplatz, à Vienne (1661-1814), le palais Schönburg, à Vienne (1450-1811, reconstruit en 1705), Freihaus auf der Wieden (1643-1872), le château de Načeradec (début du XVIIIe siècle-1884) et le château de Pottendorf (1702-1802). En Haute-Autriche, il convient de mentionner le château de Riedegg (jusqu'en 1933), le château de Haus (Wartberg ob der Aist) (1708-1947) et le château d'Auhof (Linz) (1689-1961). En Moravie-Silésie, le château de Rychvald (Reichwaldau) faisait partie de la propriété familiale jusqu'en 1945.
Aux XVIe siècle et XVIIe siècle, la chapelle de la crypte Starhemberg de l'église de Hellmonsödt est le lieu de sépulture le plus important de la famille. Il y a maintenant dix cercueils de membres de la famille dans la crypte, dont l'un contient une momie d'enfant du XVIIe siècle. Le comte Ernst Rüdiger (1638-1701), défenseur de Vienne contre les Turcs en 1683, est enterré dans la Schottenkirche de Vienne. La plupart des princes de la famille sont enterrés dans l'église d'Eferding, dont Ernst Rüdiger (1899-1956).

## Armoiries
Blasonnement : Les armoiries de la famille montrent une panthère bleue à cornes rouges (auparavant rarement également dorées) cracheuse de feu poussant à partir d'une base de bouclier rouge en argent ; Sur le casque, le bleu-argent (auparavant rarement aussi : bleu-rouge) recouvre la panthère dressée, dont le dos est normalement équipé d'une crête rouge avec huit plumes argentées. Depuis l'amélioration des armoiries impériales le 24 juin 1437, les panthères sont représentées couronnées.

## Membres

### Noms de famille
- Eberhard IV de Starhemberg (né vers 1370, mort en 1429), archevêque de Salzbourg
- Jean IV von Starhemberg (1412-1474), gouverneur de l'Enns
- Ulrich von Starhemberg (mort en 1486), gouverneur de l'Enns
- Gotthard von Starhemberg (mort en 1493), capitaine de l'État au-dessus de l'Enns
- Bohunka von Starhemberg (mort en 1530), épouse du noble bohème Jost III. von Rosenberg, est décédée en donnant naissance à sa fille
- Ernst-Rüdiger von Starhemberg (1638-1701), homme politique autrichien, maréchal, défenseur de Vienne contre les Turcs en 1683 (Deuxième siège turc, commandant de la défense de la ville de Vienne)
- Maximilien-Laurence de Starhemberg (1640-1689), maréchal impérial et commandant de la forteresse de Philippsburg, frère d'Ernst-Rüdiger
- Guido von Starhemberg (1657-1737), général pendant la guerre de Succession d'Espagne
- Gundaker Thomas Starhemberg (1663-1745), demi-frère d'Ernst Rüdiger, expert financier
- Maximilian Adam von Starhemberg (1669–1745), maréchal[2]
- Maria Eva Sophia von Starhemberg (1722-1773)
- Georges-Adam de Starhemberg (1724-1807), diplomate autrichien, ministre et intendant en chef ainsi que confident de Marie-Thérèse
- Maria Ernestine Esterházy Starhemberg (1754–1813), Dame de la Croix Étoile Ordre d'excellente éducation intellectuelle
- Ernst Rüdiger von Starhemberg (1861-1927), propriétaire foncier et homme politique autrichien
- Fanny Starhemberg (1875-1943), femme politique autrichienne (CS)
- Ernst Rüdiger Starhemberg (1899-1956), homme politique autrichien et dirigeant de la Heimwehr
- Heinrich Starhemberg (1934–1997), fils d'Ernst Rüdiger et de Nora Gregor ; acteur et écrivain (pseudonyme : « Henry Gregor »)

### Princes de Starhemberg
- Johann Georg Adam I Karl (1724-1807) : 1765 Prince de Starhemberg ; ⚭ Premier mariage avec la comtesse Maria Theresia Esther von Starhemberg, fille d'Ottokar Franz Jacob ; ⚭ deuxième mariage avec la princesse Maria Franziska zu Salm-Salm, fille du prince Nikolaus Leopold zu Salm-Salm, duc de Hoogstraeten ; fils engendré Ludwig Joseph Maximilian avec Maria Franziska
  - Ludwig Joseph Maximilian (1762-1833) : 2e prince de Starhemberg ; ⚭ princesse Marie Louise d'Arenberg, fille de Charles Marie Raymond d'Arenberg, duc d'Aarschot ; George engendre Adam II.
    - Georg Adam II (1785-1860) : 3e prince de Starhemberg ; ⚭ Princesse Aloisia von Auersperg, fille de Karl ; Oncle de Camillo (l'aîné)
- Camillo Rüdiger (l'aîné) (1804-1872) : fils de Karl Gundakar, 4e prince de Starhemberg le 7 avril 1860 ; ⚭ I Guidobaldine Steinmetz ; ⚭ II Comtesse Marie Léopoldine de Thürheim ; Camillo engendre Heinrich.
  - Camillo Heinrich (le Jeune) (1835-1900) : 5e prince de Starhemberg ; ⚭ Comtesse Sophie von Sickingen zu Hohenburg ; engendre Ernst Rüdiger
    - Ernst Rüdiger (1861-1927), dont le fils fut le 6e prince de Starhemberg jusqu'en 1918 ; ⚭ Franziska « Fanny » comtesse Larisch von Moennich

### Chefs de la famille Starhemberg
- Ernst Rüdiger Starhemberg (1861-1927) : voir ci-dessus.
  - Ernst Rüdiger Starhemberg (1899-1956) : son fils ; ⚭ I Marie Elisabeth Altgrafin zu Salm-Reifferscheidt-Raitz, fille de Karl Borromäus Altgraf zu Salm-Reifferscheidt-Raitz ; ⚭ II Nora Gregor
    - Heinrich Rüdiger Karl Georg Franciscus Starhemberg (1934–1997) : son fils
      - Georg Starhemberg (né en 1961) : un fils de ses cousins

## Source, notes et références
- (de) Cet article est partiellement ou en totalité issu de l’article de Wikipédia en allemand intitulé « Starhemberg » (voir la liste des auteurs).

1. ↑  Eméline Férard, « Une "autopsie virtuelle" révèle les secrets d'une momie d'enfant du XVIIe siècle », sur Géo, 2022 (consulté le 13 septembre 2023)
2. ↑  Antonio Schmidt-Brentano : k_ +Generals+1618-1815+_List_.pdf Imperial et k.k. Généraux (1618-1815), page 96, Archives d'État autrichiennes 2006